# Municipio de Duck Creek (Dakota del Norte)
El municipio de Duck Creek (en inglés: Duck Creek Township) es un municipio ubicado en el condado de Adams en el estado estadounidense de Dakota del Norte. En el año 2010 tenía una población de 24 habitantes y una densidad poblacional de 0,26 personas por km².

## Geografía
El municipio de Duck Creek se encuentra ubicado en las coordenadas 46°4′31″N 102°33′34″O / 46.07528, -102.55944. Según la Oficina del Censo de los Estados Unidos, el municipio tiene una superficie total de 93.07 km², de la cual 93,07 km² corresponden a tierra firme y (0 %) 0 km² es agua.

## Demografía
Según el censo de 2010, había 24 personas residiendo en el municipio de Duck Creek. La densidad de población era de 0,26 hab./km². De los 24 habitantes, el municipio de Duck Creek estaba compuesto por el 100 % blancos. Del total de la población el 0 % eran hispanos o latinos de cualquier raza.